# De Witt (Missouri)
De Witt és una població dels Estats Units a l'estat de Missouri. Segons el cens del 2000 tenia 120 habitants.

## Demografia
Segons el cens del 2000, De Witt tenia 120 habitants, 42 habitatges, i 33 famílies. La densitat de població era de 185,3 habitants per km².
Dels 42 habitatges en un 42,9% hi vivien nens de menys de 18 anys, en un 66,7% hi vivien parelles casades, en un 7,1% dones solteres, i en un 21,4% no eren unitats familiars. En el 14,3% dels habitatges hi vivien persones soles el 4,8% de les quals corresponia a persones de 65 anys o més que vivien soles. El nombre mitjà de persones vivint en cada habitatge era de 2,86 i el nombre mitjà de persones que vivien en cada família era de 3,27.
Per edats la població es repartia de la següent manera: un 28,3% tenia menys de 18 anys, un 11,7% entre 18 i 24, un 26,7% entre 25 i 44, un 24,2% de 45 a 60 i un 9,2% 65 anys o més.
L'edat mediana era de 32 anys. Per cada 100 dones de 18 o més anys hi havia 115 homes.
La renda mediana per habitatge era de 28.500 $ i la renda mediana per família de 29.167 $. Els homes tenien una renda mediana de 19.375 $ mentre que les dones 25.833 $. La renda per capita de la població era de 15.030 $. Cap de les famílies i el 6,9% de la població estaven per davall del llindar de pobresa.

## Poblacions més properes
El següent diagrama mostra les poblacions més properes.